# Louis de Champsavin
Louis Marie Joseph Le Beschu de Champsavin (Assérac, 24 novembre 1867 – Nantes, 20 dicembre 1916) è stato un cavaliere e militare francese.

## Biografia
Louis de Champsavin partecipò ai Giochi olimpici 1900 di Parigi, nella gara di salto ostacoli di equitazione, dove vinse la medaglia di bronzo.
Con l'arrivo della prima guerra mondiale fu chef d'escadron del ventesimo reggimento dei cacciatori a cavallo. Fu proprio durante il primo conflitto mondiale che morì in un ospedale di Nantes nel 1916 a causa delle ferite riportate in una battaglia.

## Palmarès
| Anno | Manifestazione  | Sede   | Evento         | Risultato |
| ---- | --------------- | ------ | -------------- | --------- |
| 1900 | Giochi olimpici | Parigi | Salto ostacoli | Bronzo    |